# أتيسا
أتيسا (بالإيطالية: Atessa)‏ هي بلدية في مقاطعة كييتي في إقليم أبروتسو الإيطالي.

## السكان
تطور النمو السكاني لـ أتيسا

## أعلام
- أندريا دي باولو
- ستيفانو كريسكي